# Johnny Giles
Michael John Giles, mais conhecido como Johnny Giles (Dublin, 6 de novembro de 1940), é um ex-futebolista irlandês.
Em 1998, Giles foi incluido na lista dos 100 melhores jogadores da Liga Inglesa até então.

## Títulos
Manchester United
- Copa da Inglaterra: 1963

Leeds United
- Segunda Divisão Inglesa: 1964
- Copa da Liga Inglesa: 1968
- Copa das Feiras: 1968, 1971
- Copa da Inglaterra: 1972

Shamrock Rovers
- Copa da Irlanda: 1978

### Individuais
- Seleção do Campeonato Inglês: 1973/74
- Seleção do Campeonato Inglês da Segunda Divisão: 1975/76